# P2101V
FOMA P2101V（フォーマ・ピー にい いち ぜろ いち ぶい）は、松下通信工業（現：パナソニックモバイルコミュニケーションズ）製のNTTドコモの第三世代携帯電話(FOMA)端末である。

## 概要
世界初のW-CDMA方式であったFOMAの最初の製品で、サービス開始時のテレビCMにもよく登場した。本機はテレビ電話ができるFOMAのフラッグシップ機として導入され、端末名に「Visual」を意味する「V」が初めて付いた端末である。またFOMAカードが最初に使われた端末である。
UIとサブディスプレイ周辺はmovaのP503iSに、ディスプレイ周りの意匠はP209iSに非常によく似ているが、P503iS・P209iSよりも大型で、120×160ドットの画面が主流だった当時、176×220ドットという少し高精細な液晶を搭載していた。この液晶は、Pシリーズ初のTFT液晶で、発色数は業界初の26万2144色表示となっている。
また、ドコモ初となるカメラが内蔵された端末として知られている。なお、このカメラは262.5°回転し、通常の写真撮影と、自分撮りやテレビ電話が1つのカメラでできるような仕組みであった。
N2001やP2401とともにFOMA最初の端末の一つであるが、高機能タイプであったため、当時としては非常に大きく重い端末で、電池の持ちも悪かった。この電池の持ちの悪さを補うため、電池パックが2つ付属していた。
後継のFOMA端末のP2102Vからは、NECとの共同開発によるUIに完全に移行したため、本機が最初で最後の松下製UIが使われたFOMA端末となった。

## 沿革
- 2001年3月26日　テレコムエンジニアリングセンター(TELEC)による技術基準適合証明（技術基準適合証明番号XYAA0000461～0000610）
- 2001年4月9日　 TELECによる技術基準適合証明の工事設計認証（工事設計認証番号XYAA0004）
- 2001年5月10日　電気通信端末機器審査協会による技術基準適合認定の設計認証（設計認証番号AD01-0365JP）
- 2001年6月25日　試験サービス用に貸与開始
- 2001年7月26日　TELECによる技術基準適合証明の工事設計認証（工事設計認証番号XYAA0008）
- 2001年10月1日　関東地区で発売
- 2001年12月7日　TELECによる技術基準適合証明の工事設計認証（工事設計認証番号01XYAA1005）
- 2003年1月6日　 TELECによる技術基準適合証明の工事設計認証（工事設計認証番号01XYAA1026）
- 2010年3月31日　電池パックの提供終了
- 2010年4月15日　6月より行われる通信設備の機能向上により、操作や通信に支障が出ることが判明したため、機能向上されたエリアでは使用できなくなる[1]と発表。